# Paredes
Paredes é uma cidade portuguesa localizada na sub-região da Área Metropolitana do Porto, pertencendo à região do Norte e ao distrito do Porto.
É sede do município de Paredes que tem uma área total de 156,76 km2, 84 354 habitantes em 2021 e uma densidade populacional de 538 hab./km2, subdividido em 18 freguesias. O município é limitado a norte pelos municípios de Paços de Ferreira e Lousada, a sul por Gondomar, a leste por Penafiel e a oeste por Valongo.

## História
O concelho - atual município - de Paredes assenta no antigo concelho de Aguiar de Sousa, que data dos primórdios da Monarquia. O concelho de Aguiar de Sousa surgiu num pacto de povoamento de Vale do Sousa, tendo sido criado pelos meados do século XII. De facto, consta nas inquirições de 1258 mandadas fazer por D. Afonso III, conforme consta no fascículo II, Vol.I, do Corpus Codicum Latinorum. Aqui são referidas, também, algumas das atuais freguesias do concelho de Paredes, pertencentes ao então julgado de Aguiar de Sousa: Estremir, Crestelo, Vilela, Bendoma, Ceti, Gondalães, Veiri e Gandera. Aguiar de Sousa recebeu foral em 1269, confirmado em 1411 por D. João I e reiterado por D. Manuel I em 1513. Sensivelmente na mesma altura, Baltar recebia também a categoria de concelho. Baltar foi elevada a categoria de vila, passando assim a ter enormes direitos, só comparáveis às maiores povoações do reino. D. João V, a 6 de Março de 1723, confirmou esses privilégios.
Desde o século XVI que Paredes se tornou na capital do concelho de Aguiar de Sousa, assumindo deste modo uma posição de destaque em relação à povoação de Aguiar de Sousa. Toda a importância então adquirida vai permitir a formação do concelho de Paredes aquando da reorganização da divisão administrativa promovida por Passos Manuel, em 1836, em que foram extintos 498 concelhos, entre os quais constavam os de Baltar, Louredo e Sobrosa e criado o concelho de Paredes. Este não manteve as 48 freguesias do extinto concelho de Aguiar de Sousa, pois 25 foram distribuídas pelos Concelhos de Gondomar, Lousada, Valongo e Paços de Ferreira, ficando o concelho de Paredes constituído por 23 das 24 freguesias que existiam até 2013. Pois, em 1855, criou-se a freguesia de Recarei, a partir de vários lugares da freguesia da Sobreira.
Com esta configuração, Paredes passou a vila em 7 de fevereiro de 1844, data do Alvará Régio de D. Maria II que elevava Paredes a essa categoria, com os correspondentes direitos e deveres por "a mesma povoação possuir os necessários elementos para sustentar com dignidade a categoria de vila".
O município de Paredes possui uma grande tradição na indústria do mobiliário, assegurando cerca de 30% da produção de mobiliário nacional.  Esta tradição de transformação da madeira começou em meados do século XIX, muito associada ao facto de existir uma floresta com diferentes espécies que forneciam a matéria-prima para o desenvolvimento desta atividade. É graças a isto que foram surgindo no século XIX os engenhos hidráulicos de serração, instalando-se ao longo dos cursos de água, um pouco por todo o município, ajudando desta forma na transformação dos toros de madeira em tábuas. Sendo no século XX que começam a desaparecer, dando lugar às serrações com caldeiras a vapor e posteriormente com o aparecimento da energia elétrica começam a surgir várias serrações por todo o município, sobretudo a norte.
A partir daqui a marcenaria assume-se cada vez mais como uma atividade predominante, passando de geração em geração. Uma das caraterísticas principais desta indústria é o facto de ser familiar, visto que todos trabalhavam nas pequenas oficinas que normalmente se localizavam no rés-do-chão das habitações. Os homens trabalhavam na oficina e as mulheres ajudavam na distribuição dos trabalhos pelos clientes. Desta realidade resultou a figura da carreteira/cadeireira que carregava à cabeça e às costas e a pé as peças de mobiliário para a estação de caminho-de-ferro e grandes centros como Porto, Valongo…
O contributo de capitais, graças ao regresso dos brasileiros de torna-viagem, nos finais do século XIX e início do século XX, permitiu o desenvolvimento desta indústria, desde logo pelo investimento direto (construção da primeira fábrica no município “A Boa Nova” em Vilela), a encomenda de mobiliário aos produtores locais e certamente pela influência que terão causado com os móveis e madeiras vindos do Brasil tornando-se numa fonte de inspiração para os nossos marceneiros.
Por tudo isto o Município de Paredes vê na indústria do mobiliário um eixo estratégico para a promoção e dinamização do município, tendo desenvolvido toda uma estratégia de marketing consolidada no evento internacional Art On Chairs, através do qual procurar dar conhecer esta tradição de saber-fazer aliada aos mais elevados padrões de design e inovação patentes nos produtos criados pelos nossos industriais.
A partir de 20 de Junho de 1991, Paredes ascendeu à categoria de cidade. A 26 de Agosto de 2003, foram elevadas a cidade as freguesias de Lordelo e Rebordosa. Gandra também se tornou cidade com estatuto especial, em virtude de nela se situar um importante pólo universitário. O município de Paredes engloba, deste modo, quatro cidades, sendo o município português com maior número de cidades.

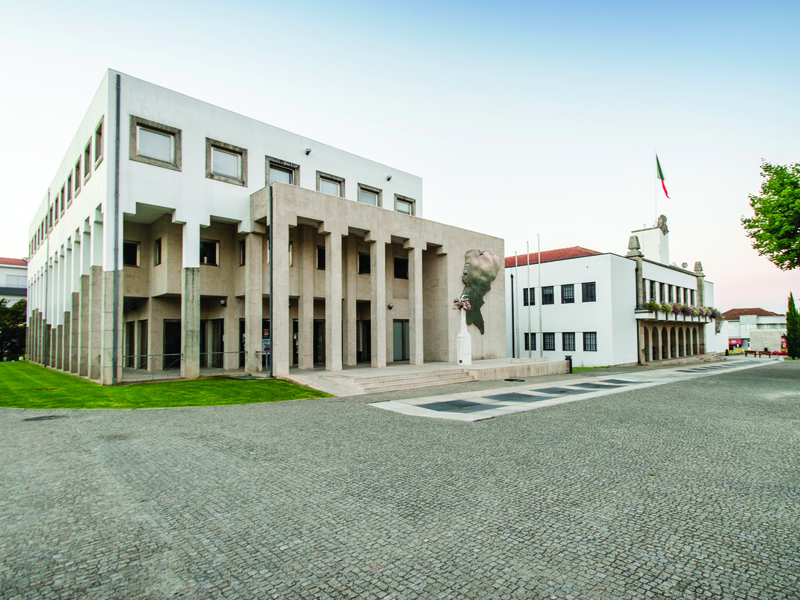
Câmara Municipal de Paredes

 A 30 de Setembro de 2013 o município foi integrado na Área Metropolitana do Porto. 

## Educação
Com uma comunidade educativa que ronda os 14 000 alunos, o município de Paredes enfrenta grandes desafios na sua política educativa, no âmbito das competências que têm vindo a ser transferidas da administração central para a administração local.
O ensino em Paredes encontra-se distribuído por 5 Agrupamentos (Daniel Faria Baltar, Cristelo, Lordelo, Paredes, Sobreira e Vilela), a escola secundária de Paredes, uma instituição de ensino superior (CESPU).
Desde 2013 o município de Paredes estabeleceu um protocolo de cooperação com o Instituto Politécnico do Porto e a Escola Superior de Tecnologia e Gestão de Felgueiras que se materializa numa cooperação estreita no sentido de criar as condições para disponibilizar no município de Paredes oferta formativa de nível superior na área da indústria do mobiliário, a licenciatura em Tecnologias da Madeira.

## Evolução demográfica
★ Os Recenseamentos Gerais da população portuguesa, regendo-se pelas orientações internacionais da época (Congresso Internacional de Estatística de Bruxelas de 1853), tiveram lugar a partir de 1864 passando, a partir de 1900, a referenciar a população também por idades. Todos os censos, de onde foram extraídos estes dados, encontram-se disponíveis para consulta no site do Instituto Nacional de Estatística.
★ ★ De acordo com o censo de 2021 registaram-se no Município (e Distrito) as seguintes alterações relativamente a 2011: -2.9% de habitantes (-1.7%); -28% no grupo dos 0-4 anos (-20%); -4% no grupo dos 15-24 anos (-6%); -3% no grupo dos 25-64 anos (-5%); + 41% no grupo dos 65 e mais anos (+ 33%).
| Número de habitantes | Número de habitantes | Número de habitantes | Número de habitantes | Número de habitantes | Número de habitantes | Número de habitantes | Número de habitantes | Número de habitantes | Número de habitantes | Número de habitantes | Número de habitantes | Número de habitantes | Número de habitantes | Número de habitantes | Número de habitantes |
| -------------------- | -------------------- | -------------------- | -------------------- | -------------------- | -------------------- | -------------------- | -------------------- | -------------------- | -------------------- | -------------------- | -------------------- | -------------------- | -------------------- | -------------------- | -------------------- |
| 1864                 | 1878                 | 1890                 | 1900                 | 1911                 | 1920                 | 1930                 | 1940                 | 1950                 | 1960                 | 1970                 | 1981                 | 1991                 | 2001                 | 2011                 | 2021                 |
| 17 652               | 18 042               | 19 757               | 20 911               | 23 256               | 24 853               | 26 304               | 31 629               | 36 274               | 43 388               | 53 140               | 67 693               | 72 999               | 83 376               | 86 854               | 84 354               |

(Obs.: Número de habitantes "residentes", ou seja, que tinham a residência oficial neste município à data em que os censos  se realizaram.)
| Número de habitantes por Grupo Etário | Número de habitantes por Grupo Etário | Número de habitantes por Grupo Etário | Número de habitantes por Grupo Etário | Número de habitantes por Grupo Etário | Número de habitantes por Grupo Etário | Número de habitantes por Grupo Etário | Número de habitantes por Grupo Etário | Número de habitantes por Grupo Etário | Número de habitantes por Grupo Etário | Número de habitantes por Grupo Etário | Número de habitantes por Grupo Etário | Número de habitantes por Grupo Etário | Número de habitantes por Grupo Etário |
| ------------------------------------- | ------------------------------------- | ------------------------------------- | ------------------------------------- | ------------------------------------- | ------------------------------------- | ------------------------------------- | ------------------------------------- | ------------------------------------- | ------------------------------------- | ------------------------------------- | ------------------------------------- | ------------------------------------- | ------------------------------------- |
|                                       | 1900                                  | 1911                                  | 1920                                  | 1930                                  | 1940                                  | 1950                                  | 1960                                  | 1970                                  | 1981                                  | 1991                                  | 2001                                  | 2011                                  | 2021                                  |
| 0-14 Anos                             | 7 263                                 | 8 713                                 | 9 200                                 | 9 607                                 | 12 086                                | 13 475                                | 17 187                                | 22 350                                | 24 035                                | 18 981                                | 17 589                                | 16 138                                | 11 693                                |
| 15-24 Anos                            | 3 727                                 | 3 971                                 | 4 591                                 | 5 158                                 | 5 345                                 | 6 693                                 | 7 427                                 | 9 265                                 | 14 198                                | 15 563                                | 13 955                                | 11 168                                | 10 690                                |
| 25-64 Anos                            | 8 624                                 | 9 234                                 | 9 616                                 | 10 516                                | 11 951                                | 13 968                                | 16 315                                | 18 690                                | 25 329                                | 33 361                                | 44 566                                | 49 770                                | 48 179                                |
| = ou > 65 Anos                        | 1 160                                 | 1 307                                 | 1 331                                 | 1 501                                 | 1 775                                 | 1 999                                 | 2 459                                 | 2 835                                 | 4 131                                 | 5 094                                 | 7 266                                 | 9 778                                 | 13 792                                |

(Obs: De 1900 a 1950 os dados referem-se à população "de facto", ou seja, que estava presente no município à data em que os censos se realizaram. Daí que se registem algumas diferenças relativamente à designada população residente)

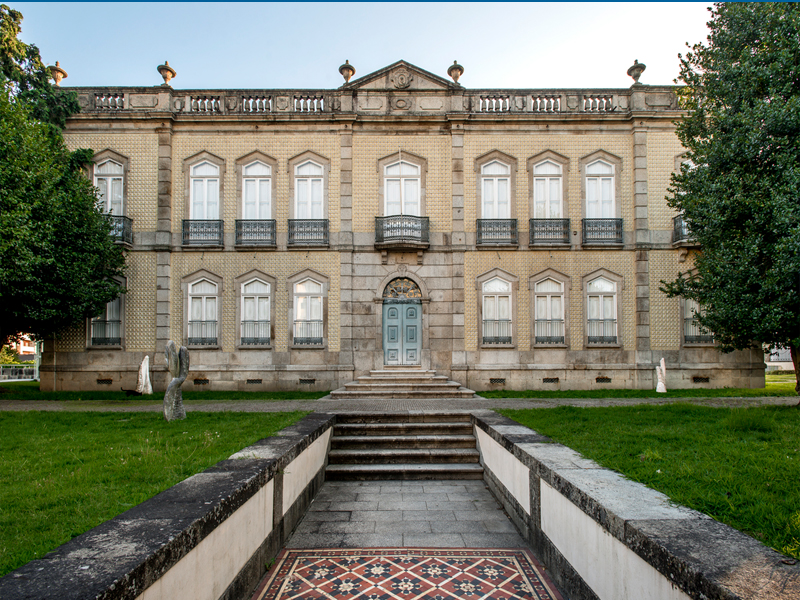
Casa da Cultura de Paredes

## Heráldica
- Brasão: Armas - Escudo de prata, com uma macieira verde, frutada de ouro e troncada de negro, saindo de um terrado verde realçado de negro. Saindo do mesmo terrado, envolvendo o tronco e trepando pela árvore, uma videira de verde, folhada do mesmo e frutada de dois cachos de púrpura pendentes da árvore. Coroa mural de prata de cinco torres. Listel branco com os dizeres: "CIDADE DE PAREDES" a negro.
- Bandeira -  Gironada de verde e púrpura, cordões e borlas de púrpura e verde. Haste e lança de ouro.

## Freguesias

Freguesias do município de Paredes.

O município de Paredes está dividido em 18 freguesias:
- Aguiar de Sousa
- Astromil
- Baltar (Vila)
- Beire
- Cete (Vila)
- Cristelo
- Duas Igrejas
- Gandra (Cidade)
- Lordelo (Cidade)
- Louredo
- Parada de Todeia
- Paredes (Cidade)
- Rebordosa (Cidade)
- Recarei (Vila)
- Sobreira (Vila)
- Sobrosa (Vila)
- Vandoma (Vila)
- Vilela (Vila)

Antes da reforma administrativa de 2013, Paredes tinha 24 freguesias, mas após a reforma administrativa 7 freguesias juntaram-se formando o que é hoje a freguesia de Paredes estas freguesias eram Besteiros, Bitarães, Castelões de Cepeda (sede de concelho), Gondalães, Madalena, Mouriz e Vila Cova de Carros.

## Património classificado

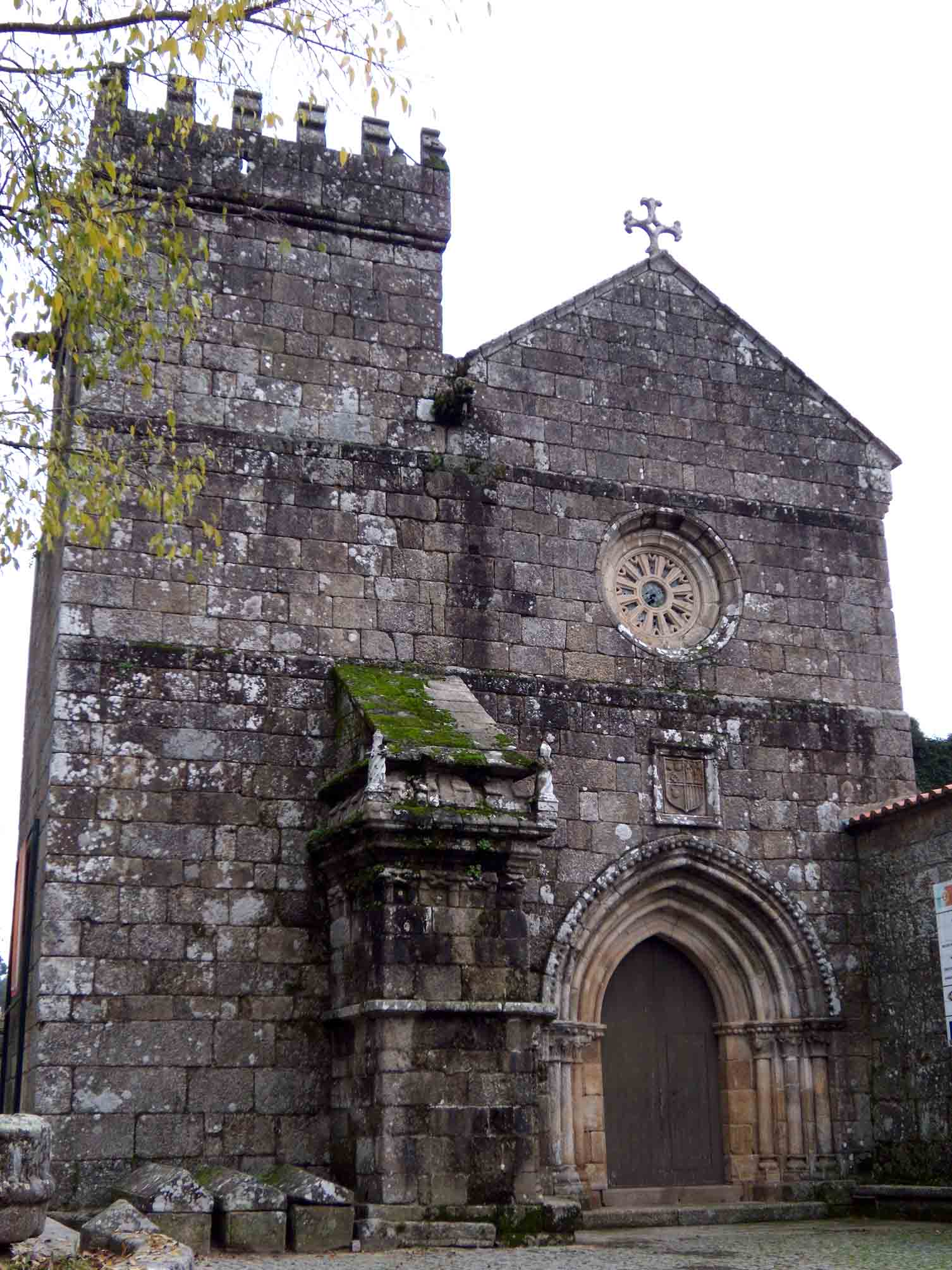
Igreja Românica de Cete

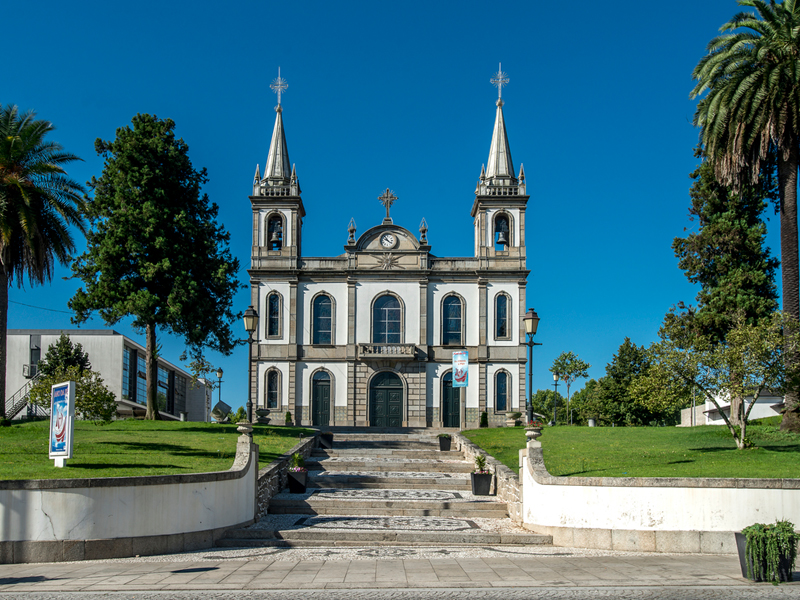
Igreja Matriz de Paredes

### Monumentos nacionais
- Igreja de S. Pedro do Mosteiro de Cete

### Imóveis de interesse público
- Ermida da Nossa Senhora do Vale
- Torre do Castelo de Aguiar de Sousa

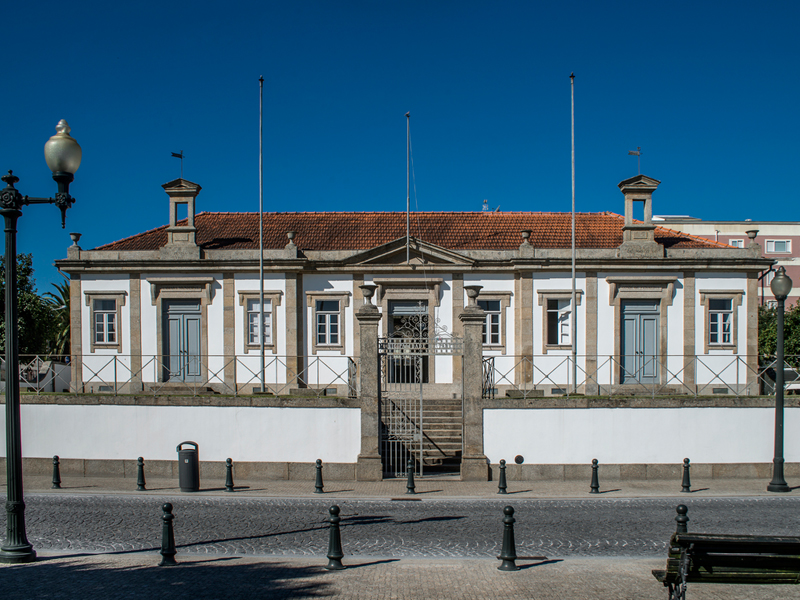
Biblioteca Municipal de Paredes

### Imóveis em vias de classificação
- Casa da Agrella
- Capela da Senhora da Piedade da Quintã - Baltar
- Casa do Ribeiro

### Outros espaços culturais de interesse
- Parque Natural da Senhora do Salto – Aguiar de Sousa
- Minas de Ouro de Castromil / Centro de interpretação das Minas de Ouro de Castromil e Banjas – Sobreira
- Centro de Educação e sensibilização Ambiental e Rural – CESAR Vila Cova de Carros
- Campo de Golfe do Aqueduto – Vila Cova de Carros
- Ponte de Cepeda – Paredes
- Casa da Cultura (Palacete da Granja) – Paredes
- Conservatório de Música de Paredes – Paredes
- Biblioteca Municipal de Paredes – Paredes
- Pavilhão Rota do Móveis – Lordelo
- Parque do Rio Ferreira Lordelo/Rebordosa
- Parque das Serras do Porto
- Praça José Guilherme – Paredes
- Parque da Cidade de Paredes
- Largo e Capela da Sr.ª dos Chãos – Bitarães

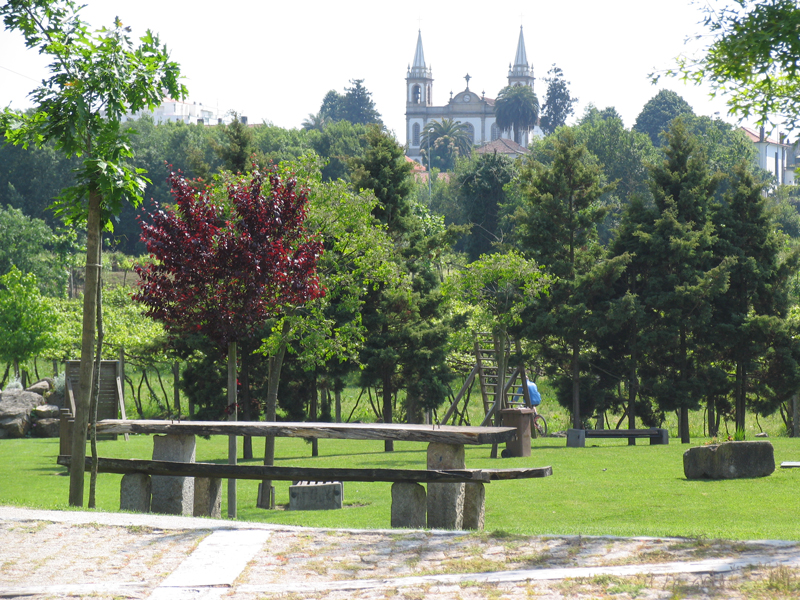
Parque da Cidade

- Igreja Velha de Rebordosa
- Igreja Matriz de Paredes
- Kartódromo de Baltar
- Parque da CidadeForca de Louredo

## Transportes e acessibilidades

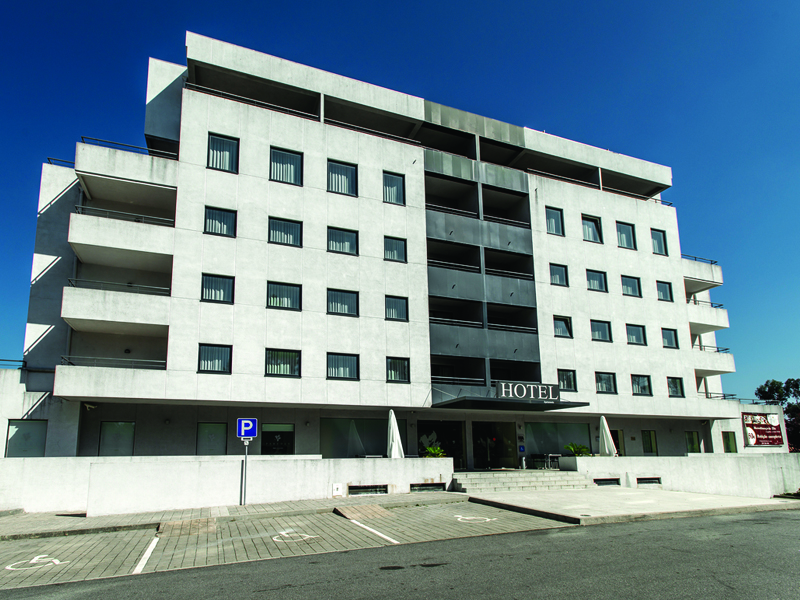
Hotel em Paredes (Centro)

O concelho de Paredes está servido de uma extensa rede de transportes e acessibilidades. O concelho é atravessado pelas autoestradas A4, A41 e A42. Várias estradas nacionais e regionais atravessam também o concelho, nomeadamente:
- EN15: Ermesinde (A4) – Paredes – Amarante
- EN209-1: Gondomar – Aguiar de Sousa
- EN319-2: Sobreira – Aguiar de Sousa – Melres (Gondomar)
- ER209: Gondomar – Lordelo – Raimonda
- ER319: Santo Tirso – Paredes – Portela (Penafiel)

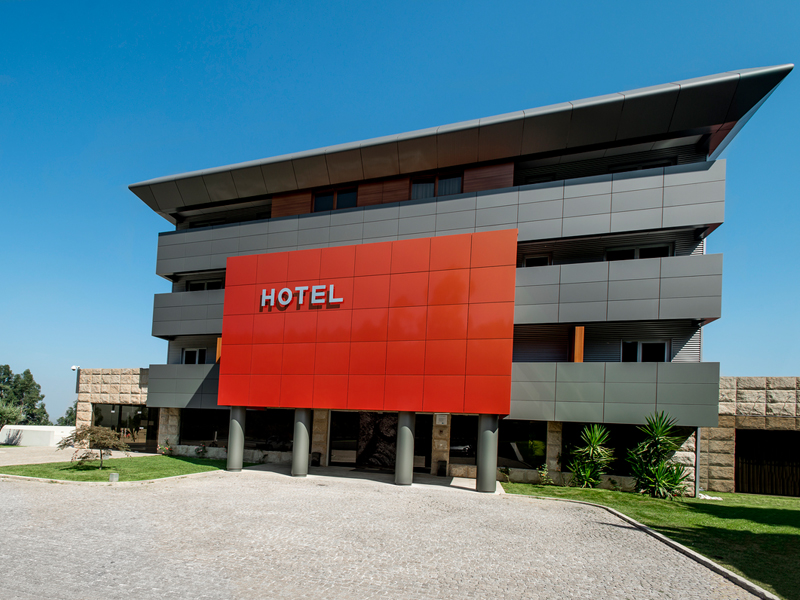
Hotel em Paredes (Baltar)

A mobilidade interna do concelho assenta principalmente nas EN que desde sempre foram a base do crescimento e desenvolvimento urbano pelo que surgem estrangulamentos na articulação dos diversos tipos de vias, nomeadamente, as de hierarquia inferior. Deste modo, a estrutura de desenvolvimento do concelho implica que atualmente, importantes vias de atravessamento e distribuição de tráfego pelo concelho sirvam a mobilidade interna dos aglomerados criando conflitos entre tráfego local, circulação pedonal, comércio e estacionamento. Apesar das diferentes estradas terem designações que as distinguem, as hierarquias de trânsito não são respeitadas, coexistindo diferentes tipos de tráfego, o que se agrava pela falta de distinção entre áreas industriais e áreas habitacionais, na maior parte dos casos. Sobrepõem-se nas mesmas vias, sem distinção, o trânsito local urbano, o trânsito de apoio a atividades agrícolas e florestais, o trânsito de acesso a zonas industriais, o trânsito de atravessamento, o estacionamento e a circulação de peões.

## Política
Ver artigo principal: Câmara Municipal de Paredes

### Eleições autárquicas[7]
| Data | %       | V       | %     | V     | %       | V       | %            | V            | %              | V    | %              | V   | %              | V  | %    | V   | %       | V       | %  | V  | %              | V  | % | V | Participação |                |
| Data | CDS-PP  | CDS-PP  | PS    | PS    | PPD/PSD | PPD/PSD | FEPU/APU/CDU | FEPU/APU/CDU | GDUP           | GDUP | PRD            | PRD | BE             | BE | GCE  | GCE | PSD/CDS | PSD/CDS | NC | NC | CH             | CH | A | A | Participação |                |
| ---- | ------- | ------- | ----- | ----- | ------- | ------- | ------------ | ------------ | -------------- | ---- | -------------- | --- | -------------- | -- | ---- | --- | ------- | ------- | -- | -- | -------------- | -- | - | - | ------------ | -------------- |
| Data | 1976    | 32,50   | 3     | 29,62 | 2       | 25,80   | 2            | 6,53         | -              | 1,56 | -              |     |                |    |      |     |         |         |    |    |                |    |   |   |              | 68,55 / 100,00 |
| 1979 | 41,36   | 4       | 19,07 | 1     | 30,19   | 2       | 7,12         | -            |                |      | 78,01 / 100,00 |     |                |    |      |     |         |         |    |    |                |    |   |   |              |                |
| 1982 | 44,01   | 4       | 25,29 | 2     | 20,69   | 1       | 6,98         | -            | 76,39 / 100,00 |      |                |     |                |    |      |     |         |         |    |    |                |    |   |   |              |                |
| 1985 | 45,44   | 4       | 19,73 | 1     | 27,08   | 2       | 5,23         | -            | 73,06 / 100,00 |      |                |     |                |    |      |     |         |         |    |    |                |    |   |   |              |                |
| 1989 | 40,06   | 4       | 18,68 | 2     | 33,29   | 3       | 3,08         | -            | 1,89           | -    | 70,17 / 100,00 |     |                |    |      |     |         |         |    |    |                |    |   |   |              |                |
| 1993 | 35,86   | 3       | 21,50 | 2     | 38,76   | 4       | 2,75         | -            |                |      | 73,39 / 100,00 |     |                |    |      |     |         |         |    |    |                |    |   |   |              |                |
| 1997 | 11,53   | 1       | 26,31 | 2     | 56,32   | 6       | 3,27         | -            | 72,75 / 100,00 |      |                |     |                |    |      |     |         |         |    |    |                |    |   |   |              |                |
| 2001 | 6,87    | -       | 24,58 | 2     | 61,85   | 7       | 3,84         | -            | 70,49 / 100,00 |      |                |     |                |    |      |     |         |         |    |    |                |    |   |   |              |                |
| 2005 | 9,20    | 1       | 30,33 | 3     | 50,94   | 5       | 4,24         | -            | 1,89           | -    | 74,93 / 100,00 |     |                |    |      |     |         |         |    |    |                |    |   |   |              |                |
| 2009 | 8,48    | -       | 26,54 | 3     | 57,81   | 6       | 3,33         | -            | 1,49           | -    | 73,77 / 100,00 |     |                |    |      |     |         |         |    |    |                |    |   |   |              |                |
| 2013 | 3,69    | -       | 40,94 | 4     | 41,10   | 5       | 6,40         | -            | 1,75           | -    | 64,42 / 100,00 |     |                |    |      |     |         |         |    |    |                |    |   |   |              |                |
| 2017 | 3,66    | -       | 50,35 | 5     | 36,18   | 4       | 2,87         | -            | 1,25           | -    | 2,19           | -   | 70,35 / 100,00 |    |      |     |         |         |    |    |                |    |   |   |              |                |
| 2021 | PPD/PSD | PPD/PSD | 62,44 | 7     | CDS-PP  | CDS-PP  | 2,38         | -            | 1,39           | -    |                |     | 25,79          | 2  | 2,69 | -   | 1,67    | -       | NC | NC | 66,07 / 100,00 |    |   |   |              |                |

### Eleições legislativas
| Data | %     | %     | %     | %     | %     | %     | %        | %     | %    | %    | %     | %   | %       | % | %  | %  |  |
| Data | PSD   | PS    | CDS   | PCP   | UDP   | AD    | APU/ CDU | FRS   | PRD  | PSN  | BE    | PAN | PSD CDS | L | IL | CH |  |
| ---- | ----- | ----- | ----- | ----- | ----- | ----- | -------- | ----- | ---- | ---- | ----- | --- | ------- | - | -- | -- |  |
| Data | 1976  | 32,11 | 29,67 | 25,83 | 3,11  | 0,79  |          |       |      |      |       |     |         |   |    |    |  |
| 1979 | AD    | 27,01 | AD    | APU   | 1,38  | 56,71 | 8,92     |       |      |      |       |     |         |   |    |    |  |
| 1980 | AD    | FRS   | AD    | APU   | 0,85  | 60,72 | 7,44     | 24,20 |      |      |       |     |         |   |    |    |  |
| 1983 | 29,18 | 36,09 | 21,80 | APU   | PSR   |       | 7,71     |       |      |      |       |     |         |   |    |    |  |
| 1985 | 32,91 | 19,84 | 17,38 | APU   | 1,00  | 7,72  | 16,41    |       |      |      |       |     |         |   |    |    |  |
| 1987 | 64,74 | 16,79 | 5,98  | CDU   | 0,38  | 4,66  | 2,85     |       |      |      |       |     |         |   |    |    |  |
| 1991 | 65,37 | 21,03 | 5,89  | CDU   |       | 2,83  | 0,68     | 0,86  |      |      |       |     |         |   |    |    |  |
| 1995 | 49,03 | 35,27 | 9,72  | CDU   | 0,27  | 2,84  |          |       |      |      |       |     |         |   |    |    |  |
| 1999 | 43,76 | 41,06 | 8,63  | CDU   |       | 2,82  | 0,29     | 0,76  |      |      |       |     |         |   |    |    |  |
| 2002 | 51,76 | 31,39 | 10,19 | CDU   | 2,66  |       | 1,04     |       |      |      |       |     |         |   |    |    |  |
| 2005 | 37,89 | 41,63 | 8,23  | CDU   | 3,41  | 3,54  |          |       |      |      |       |     |         |   |    |    |  |
| 2009 | 34,61 | 39,83 | 11,19 | CDU   | 3,90  | 5,81  |          |       |      |      |       |     |         |   |    |    |  |
| 2011 | 46,54 | 29,00 | 10,46 | CDU   | 4,09  | 2,96  | 0,57     |       |      |      |       |     |         |   |    |    |  |
| 2015 | CDS   | 26,76 | PSD   | CDU   | 4,91  | 8,06  | 0,99     | 51,49 | 0,31 |      |       |     |         |   |    |    |  |
| 2019 | 35,39 | 36,98 | 4,57  | CDU   | 2,90  | 6,35  | 2,56     |       | 0,57 | 0,71 | 0,70  |     |         |   |    |    |  |
| 2022 | 35,27 | 44,19 | 1,76  | CDU   | 1,91  | 2,89  | 1,24     | 0,69  | 3,10 | 4,76 |       |     |         |   |    |    |  |
| 2024 | AD    | 27,58 | AD    | CDU   | 33,51 | 1,45  | 3,37     | 1,64  | 1,98 | 4,42 | 18,65 |     |         |   |    |    |  |